# Dercsény
Dercsény (1899-ben Durstin, lengyelül Dursztyn [ˈdurʃtɨn], szlovákul Durštín [ˈdurʃci:n], németül Durchstein [ˈdurçʃtain]) falu Lengyelországban, régebben a Nowy Sącz, ma a Kis-lengyelországi vajdaságban.

## Fekvése
Szepesófalutól 10 km-re északnyugatra, a Branyiszkó vízválasztójának nyugati szegélyén fekszik.

## Története
1317-ben említik először. A falu a 14. században már létezett, 1589-ben „Durchstain” néven szerepel abban az okiratban, melyben Olbracht Laski területét Horváth János magyar nemesnek adta el.
A 18. század végén Vályi András így ír róla: „DURTSIN. Durchstein. Tót falu Szepes Vármegyében, földes Urai Báró Palotsai, ’s Horvát Uraságok, lakosai katolikusok, fekszik Fridmannak szomszédságában, ’s ennek filiája, Ófalutól (Altendorf) más fél mértföldnyire, határja középszerű.”
Fényes Elek 1851-ben kiadott geográfiai szótárában így ír a faluról: „Durstin, Szepes v. tót falu, egy hegyes, sovány vidéken: 286 r. kath., 8 zsidó lak. F. u. b. Palocsai Horváth. Ut. p. Késmárk.”
Lakói állattenyésztéssel foglalkoztak és 19. századi leírások szerint nagy nyomorban éltek. 1902-ben épületeit és legelőit szepesgyörkeiek vették meg. Keleti részén pásztortanyákat építettek. A trianoni diktátumig Szepes vármegye Szepesófalui járásához tartozott.
Ma is hatalmas nyájakat őriznek környékén.

## Népessége
1910-ben 219 szlovák lakosa volt.
Manapság 450 lakosa van.